# Coleophora safadella
Coleophora safadella is een vlinder uit de familie kokermotten (Coleophoridae). De wetenschappelijke naam van deze soort is voor het eerst geldig gepubliceerd in 2008 door van der Wolf.
De soort komt voor in tropisch Afrika.